# 野村證券
野村證券株式會社是日本最大的證券公司，總部位于東京都中央區日本橋，母公司是野村控股。截止2005年，其在日本共有133家支店。

## 历史
2008年9月22日，野村證券宣佈收購雷曼兄弟在亞洲區包括日本、澳洲和香港的業務，但沒有公佈收購價，市場傳聞指收購價為2.25億美元。

## 外部連結
- 野村證券 （页面存档备份，存于）